# Stade Grimonprez Jooris
Stade Grimonprez-Jooris é um estádio de futebol localizado em Lille, França com capacidade para 21.000 pessoas. Já foi a casa do Lille OSC.